# 비토 아콘치

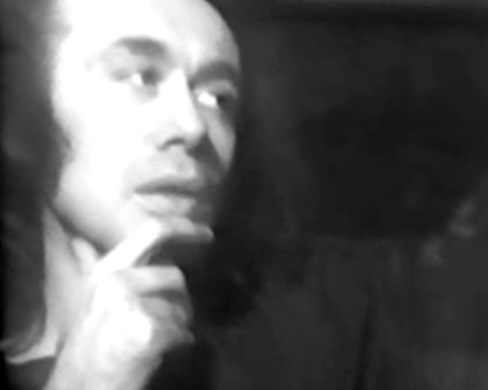

비토아콘치(Vito Acconci)는 자신의 살을 물어서 신체에 이빨자국을 낸 다음 그 자국에 물감을 칠해 종이로 찍은 작업이다 미술가가 자신의 몸에 직접 흔적을 남김으로써 자신의 몸을 작품으로 만든다. 이 작업은 아콘치의 신체가 캔버스가 되는 동시에 작가가 된다. 즉 깨무는 아콘치는 작품을 만드는 작가이지만 깨물리는 아콘치는 캔버스에 그려진 작품으로서 서로 다른 주체와 객체의 서로 다른 행위자이다. 능동적 주체(깨무는 아콘치의 신체)와 수동적 대상(이빨자국)이 서로 대립이 된다.
1. 깨무는 행위가 유발하는 대립. 이 행위는 아콘치를 가학적인 주체와 피학적인 대상으로 대립시키며 여기서 유발되는것은 자기 소유가 아니라 자기 소외적인 양상을 띤다
2. 상품화된 신체와 그냥신체 사이 아콘치의 이빨자국은 미술가의 흔적으로서 그것이 찍힌 신체를 미술가의 작품으로 또는 상품으로 만든다 그 흔적은 사진으로 남아 작가 자신의 신체와 작가 자신의 신체의 사진의 두 신체사이의 대립을 보여준다.

## 같이 보기
- 개념 미술